# Boutenac-Touvent
Boutenac-Touvent è un comune francese di 205 abitanti situato nel dipartimento della Charente Marittima nella regione della Nuova Aquitania.

## Società

### Evoluzione demografica
Abitanti censiti